# Вороново Заклинание Одина
«Вороново заклинание Одина» (исл. Hrafnagaldr Óðins) — одна из поэм, вошедших в состав «Старшей Эдды», но не включённых в «Королевский кодекс». Самые ранние манускрипты, содержащие текст поэмы, относятся к XVII веку. Большинство учёных датирует написание «Воронова заклинания» второй половиной XVII века, но есть мнения в пользу Средневековья.
Текст поэмы труден для понимания. Бог Один отправляет своих приближённых к пророчице, но те не получают ответов на свои вопросы. Далее говорится о пире богов, а наутро Хеймдалль трубит в рог (возможно, сигналя о начале последней битвы).